# Jhonatan Souza Motta
Jhonatan Souza Motta, vollständiger Name Jhonatan Daniel Souza Motta Montero, (* 7. März 1989 in Salto) ist ein ehemaliger uruguayischer Fußballspieler.

## Karriere
Der 1,83 Meter große Defensivakteur Souza Motta stand zu Beginn seiner Karriere von der Apertura 2009 bis in die Clausura 2011 im Kader des Erstligisten Liverpool Montevideo. Bei den Montevideanern bestritt er in der Saison 2009/10 vier und in der Spielzeit 2010/11 26 Partien in der Primera División. Ein Tor erzielte er nicht. Zudem kam er in zwei Begegnungen der Copa Libertadores zum Einsatz. 2011 schloss er sich Boca Unidos an, kam aber in der Saison 2011/12 in der Primera B Nacional nicht zum Zug. 2012 kehrte er nach Uruguay zurück. Dort lief er in der Spielzeit 2011/12 noch 13-mal für den Erstligisten Rampla Juniors auf (kein Tor). 2013 folgte eine Ausleihe zu Club Atlético Progreso. 14 Erstligabegegnungen (kein Tor) bestritt er bei dem Verein aus Montevideo in der Saison 2012/13. Zur Apertura 2013 wechselte Souza Motta zum Erstligisten Cerro Largo FC. Dort absolvierte er in der Spielzeit 2013/14 16 Spiele in der Primera División und erzielte einen Treffer. Der Klub aus Melo stieg am Saisonende in die Segunda División ab. Souza Motta wechselte im August 2014 zum Zweitligisten Villa Teresa, mit dem er am Ende der Spielzeit 2014/15 in die Primera División aufstieg. Dazu trug er mit 19 Ligaeinsätzen (vier Tore) bei. In der Erstligasaison 2015/16 wurde er 28-mal (zwei Tore) eingesetzt. Anfang Juli 2016 begann er ein Engagement bei Deportivo Táchira. Für die Venezolaner absolvierte er sechs Erstligaspiele (kein Tor). Mitte Februar 2017 kehrte er zu Villa Teresa zurück und wurde bislang (Stand: 24. Juli 2017) in 13 Zweitligapartien (kein Tor) eingesetzt.